# Mołtajny (gromada)
Mołtajny – dawna gromada, czyli najmniejsza jednostka podziału terytorialnego Polskiej Rzeczypospolitej Ludowej w latach 1954–1972.
Gromady, z gromadzkimi radami narodowymi (GRN) jako organami władzy najniższego stopnia na wsi, funkcjonowały od reformy reorganizującej administrację wiejską przeprowadzonej jesienią 1954 do momentu ich zniesienia z dniem 1 stycznia 1973, tym samym wypierając organizację gminną w latach 1954–1972.
Gromadę Mołtajny z siedzibą GRN w Mołtajnach utworzono – jako jedną z 8759 gromad na obszarze Polski – w powiecie kętrzyńskim w woj. olsztyńskim na mocy uchwały nr 15 WRN w Olsztynie z dnia 4 października 1954. W skład jednostki weszły obszary dotychczasowych gromad Mołtajny, Asuny, Bobrowo (bez miejscowości Gradowo i Ruta) i Duje ze zniesionej gminy Bobrowo  w tymże powiecie. Dla gromady ustalono 15 członków gromadzkiej rady narodowej.
1 stycznia 1958 do gromady Mołtajny włączono PGR Zalesie z gromady Bajory Wielkie w tymże powiecie.
1 stycznia 1960 do gromady Mołtajny włączono wieś Łęknica, osadę Łęknica Dwór, PGR-y Długie, Kałki, Mintowo, Popielisko, Goszczewo, Przylasek i Plinkajmy oraz leśniczówkę Łęknica Las ze zniesionej gromady Bajory Wielkie w tymże powiecie.
30 czerwca 1968 z gromady Mołtajny wyłączono PGR Kałki, włączając je do gromady Srokowo w tymże powiecie.
Gromada przetrwała do końca 1972 roku, czyli do kolejnej reformy gminnej.